# Havannah
Havannah est un jeu de société inventé par Christian Freeling (en). Il se joue à deux sur un tablier hexagonal à cases hexagonales. Un côté est formé de dix cases, mais les débutants peuvent jouer sur un tablier plus petit comme celui représenté ci-dessous.
Havannah appartient à la famille des jeux appelés jeux de connexion, dont les plus connus sont Hex et Twixt.
Un des joueurs joue avec les blancs et l'autre avec les noirs. Les joueurs jouent à tour de rôle, en commençant par les blancs.
Havannah a été publié en 1981 Ravensburger mais sans avoir été distribué en France, et il n'est plus actuellement édité.

## Règles
- Chaque joueur place, à son tour, un jeton de sa couleur sur une case vide.
- Les jetons ne sont jamais ni déplacés, ni capturés.
- Un joueur gagne quand il complète une des trois structures suivantes par des chemins ininterrompus de jetons de sa couleur[1].
  - Un anneau est une boucle autour d'au moins une case. Peu importe si les cases encerclées sont occupées ou non.
  - Un pont, qui connecte deux des six coins du tablier.
  - Une fourche, qui connecte trois côtés quelconques du tablier. Les coins ne sont pas considérés comme des bords.

Ci-contre se trouve un exemple de trois combinaisons gagnantes. La structure au centre du tablier est un anneau, celle à gauche est une fourche, celle à droite est un pont.
Bien que les parties nulles soient techniquement possibles, elles sont extrêmement rares en pratique.

## Programmes de Havannah
La tactique est beaucoup plus facile a maîtriser que la stratégie et les différences de niveaux entre les joueurs sont considérables. Bien que les ordinateurs jouent certains jeux de stratégie mieux que des humains, le meilleur programme joueur de Havannah est très faible comparés à des joueurs humains experts.
En 2002, Freeling a offert un prix de 1 000 euros, disponible jusqu'en 2012, pour tout programme qui le battrait dans un match de dix parties. Il ne remit le prix que le 16 octobre 2012,. Les algorithmes récentes utilisent la recherche arborescente Monte-Carlo.